# Annemarie Zimmermann
Annemarie Zimmermann (ur. 10 czerwca 1940) – niemiecka kajakarka. Dwukrotna złota medalistka olimpijska.
Brała udział w dwóch igrzyskach (IO 64, IO 68), na obu olimpiadach zdobywała medale. Triumfowała w kajakowej dwójce zarówno w 1964, jak i cztery lata później. Podczas obu startów partnerowała jej Roswitha Esser. Reprezentowały barwy RFN, jednak w 1964 w olimpiadzie brała udział – po raz ostatni – wspólna niemiecka ekipa. W 1963 sięgnęła po dwa medale mistrzostw świata, jeden złoty (K-2 500 m) i jeden srebrny (K-4 500). Była mistrzynią RFN w dwójce (1962, 1963, 1964, 1968 i 1969) oraz jedynce (1964).